# Paulette (bande dessinée)
Paulette est une série de bande dessinée, écrite par Georges Wolinski et dessinée par Georges Pichard, publiée dans les années 1970.

## Historique
La BD est publiée pour la première fois en janvier 1970 dans Charlie Mensuel. Suivront ensuite sept albums parus aux Éditions du Square puis chez Dargaud et enfin une édition intégrale parue en 1998 chez Albin Michel.

## Synopsis
Jeune et jolie femme, Paulette Gulderbilt est une riche héritière qui s'ennuie. Accompagnée de son vieil ami Joseph qui a été transformé en une désirable femme par une taupe possédant des pouvoirs magiques, Paulette va vivre un tas d'aventures excitantes.

## Analyse
Avec cette histoire un peu légère et propice à dévoiler les charmes de la jolie Paulette, les auteurs jouent sur la carte érotique mais au-delà en profitent pour intégrer à leurs histoires parfois rocambolesques la situation politique française, le communisme ou encore la guerre du Viêt Nam,.

## Publication

### Éditeurs francophones
- Charlie Mensuel où la série fut publiée pour la première fois dans numéro 12 de janvier 1970[1]
- Éditions du Square puis éditions Dargaud[1] :
  - Paulette Tome 1, 1971
  - Paulette Tome 2, 1972
  - Le mariage de Paulette, 1974
  - Paulette en Amazonie, 1975
  - Ras-le-bol ville, 1975
  - Le cirque des femmes, 1977
  - Paulette 7, 1984
- Éditions Albin Michel : édition intégrale des tomes 1 à 7 intitulée Tout Paulette en 1998[2].

### Éditeurs italiens
- Paulette, in Linus, Milan, Milano libri, 1975
- Paulette va al circo, Bologne, L'Isola Trovata, 1979

## Adaptation
La série fut adaptée en film : Paulette, la pauvre petite milliardaire réalisé par Claude Confortès et sorti en 1986.